# Брокер, Гюнтер
Гюнтер Брокер (нем. Günter Brocker; 24 мая 1925, Дуйсбург — 29 мая 2015, там же) — немецкий футболист, защитник, а также футбольный тренер.

## Карьера игрока
Свою футбольную карьеру Гюнтер брокер начал в клубе «Дуйсбург 08», но уже в 1952 году по настоянию своего бывшего тренера Вилли Буша перешёл из второго дивизиона в «Шальке 04». В этом переходе ему сильно поспособствовали игроки «Шальке» тех лет Эрнст Куцорра и Херрман Эппенхоф, поскольку тогдашний тренер гельзенкирхенцев Фриц Шепан остро нуждался в укреплении позиции левого защитника. За свою карьеру в этом клубе он отыграл 152 матча, наибольшим успехом для Брокера стала победа в чемпионате ФРГ сезона 1957/58 года.

## Тренерская карьера
В возрасте тридцати шести лет Брокер завершил карьеру игрока и начал свой тренерский путь. Он сдал квалификационный тренерский экзамен в академии Зеппа Хербергера, позже по рекомендации был принят на работу в 1961 году «Кайзерслаутерн» и занял с ним четвёртое место в Оберлиге «Юго-Запад» того же года. На следующий год он пробился в розыгрыш чемпионата ФРГ, но не смог выйти из группы в предварительном раунде, уступив в трёх матчах «Герте», «Нюрнбергу» и «Кёльну».
В 1965 году он сменил Вилли Мультхаупа у руля «Вердера», действующих на тот момент чемпионов ФРГ. Его появление в клубе оказалось не столь удачным: в розыгрыше Кубка европейских чемпионов он проиграл «Партизану», а команда последовательно снижала результаты в чемпионате, так например, в сезоне 1966/67 «Вердер» занял лишь 16-е место.
В 1967 году после трёх поражений на старте чемпионата сезона 1967/68 Брокер был отправлен в отставку, но спустя несколько месяцев оказался на посту главного тренера «Шальке» и сумел избежать вылеты команды из высшего дивизиона. Однако, 17 ноября 1968 года он был отправлен в отставку после поражения от «Алемании» со счётом 1:4, поскольку команда после предыдущих пятнадцати игр имела соотношение очков 10:20.
Последним его клубом в Бундеслиге стал «Рот-Вайсс» из Оберхаузена. 1 ноября 1972 года он был отправлен в отставку из-за низкого положения команды (она занимала 18-е место) и по причине разразившегося скандала с договорными матчами. Президент «Рот-Вайсса» Петер Маассен лишился своего поста, а самого Брокера обвиняли в давлении на результат матча между «Арминией» и «Теннис-Боруссей», прошедшего 27 июня 1970 года. Суд оправдал Брокера, но немецкий футбольный союз запретил его футбольную деятельность на два года. В связи с этим Брокер завершил свою тренерскую карьеру и не возобновлял её в дальнейшем. В 2015 году скончался в родном Дуйсбурге.